# Natalie Morales (skådespelare)
Natalie Morales, född 15 februari 1985 i Kendall i Florida, är en amerikansk skådespelare och filmregissör.
Morales spelade huvudrollen i TV-serien The Middleman (2008) och fortsatte med huvudrollen i första säsongen av White Collar (2009). Vidare har Morales medverkat i TV-serier som Parks and Recreation (2010–2015), The Newsroom (2012), The Grinder (2015–2016), Abby's (2019) och Dead to Me (2020–2022). Hon har även spelat i långfilmerna Wall Street: Money Never Sleeps (2010) och Going the Distance (2010).
År 2021 debuterade hon som filmregissör med tonårskomedin Plan B. Samma år regisserade hon Language Lessons som hon även skrivit tillsammans med Mark Duplass.

## Filmografi i urval
- 2008 – The Middleman (TV-serie)
- 2009 – White Collar (TV-serie)
- 2010 – Wall Street: Money Never Sleeps
- 2010 – Going the Distance
- 2010–2015 – Parks and Recreation (TV-serie)
- 2012 – The Newsroom (TV-serie)
- 2013–2015 – Trophy Wife (TV-serie)
- 2014–2016 – Girls (TV-serie)
- 2015–2016 – The Grinder (TV-serie)
- 2017–2018 – BoJack Horseman (TV-serie)
- 2017–2019 – Santa Clarita Diet (TV-serie)
- 2019 – Abby's (TV-serie)
- 2020–2022 – Dead to Me (TV-serie)
- 2021 – Plan B (regi)
- 2021 – Language Lessons (regi och manus)
- 2023 – No Hard Feelings